# Loudon (Tennessee)
Loudon é uma cidade  localizada no estado norte-americano de Tennessee, no Condado de Loudon.

## Demografia
Segundo o censo norte-americano de 2000, a sua população era de 4476 habitantes.
Em 2006, foi estimada uma população de 4872, um aumento de 396 (8.8%).

## Geografia
De acordo com o United States Census Bureau tem uma área de
24,9 km², dos quais 24,1 km² cobertos por terra e 0,8 km² cobertos por água. Loudon localiza-se a aproximadamente 264 m acima do nível do mar.

## Localidades na vizinhança
O diagrama seguinte representa as localidades num raio de 20 km ao redor de Loudon.